# Ostatnie
Ostatnie – skały we wsi Suliszowice w województwie śląskim, w powiecie myszkowskim, w gminie Żarki. Znajdują się na Wyżynie Częstochowskiej w obrębie Wyżyny Krakowsko-Częstochowskiej.
Ostatnie to dwie nieduże skały znajdujące się w lesie po północnej stronie zabudowanego obszaru Zastudnia (część wsi Suliszowice). Znajdują się wśród wielu innych skał w rzadkim lesie na północnym stoku wzniesienia nad Zastudniem. Mają wysokość 8 m i zbudowane są z twardych wapieni skalistych. Uprawiana jest na nich wspinaczka skalna. Po raz pierwszy zaczęto się na nich wspinać w 2005 r. Jesienią 2020 r. odnowiono i uzupełniono na nich asekurację, dzięki czemu stały się atrakcyjnym obiektem wspinaczkowym. Jest na nich 7 dróg wspinaczkowych o trudności od V do VI.3 w skali Kurtyki. 5 z nich ma zamontowane stałe punkty asekuracyjne: ringi (r), spity (s) (st) i ring zjazdowy. Na drodze nr 1 i 7 nie wystarczą same ekspresy – wspinaczka częściowo tradycyjna (trad). Wśród wspinaczy skalnych skała ma niewielką popularność.
Ostatnie I
1. Dziuroman; trad, 1s + rz, VI+, 8 m
2. Faker men; 2s + rz, VI.1+, 8 m
3. Chińskie ruchy; VI.3, 7 m
4. Bój w hutach; 3s, V+, 9 m
5. Bój bez haka; V, trad.

Ostatnie II
1. Kostki dwie; V, 9 m
2. Prysnął w tenisie; 1r + rz, VI+, 9 m[1].

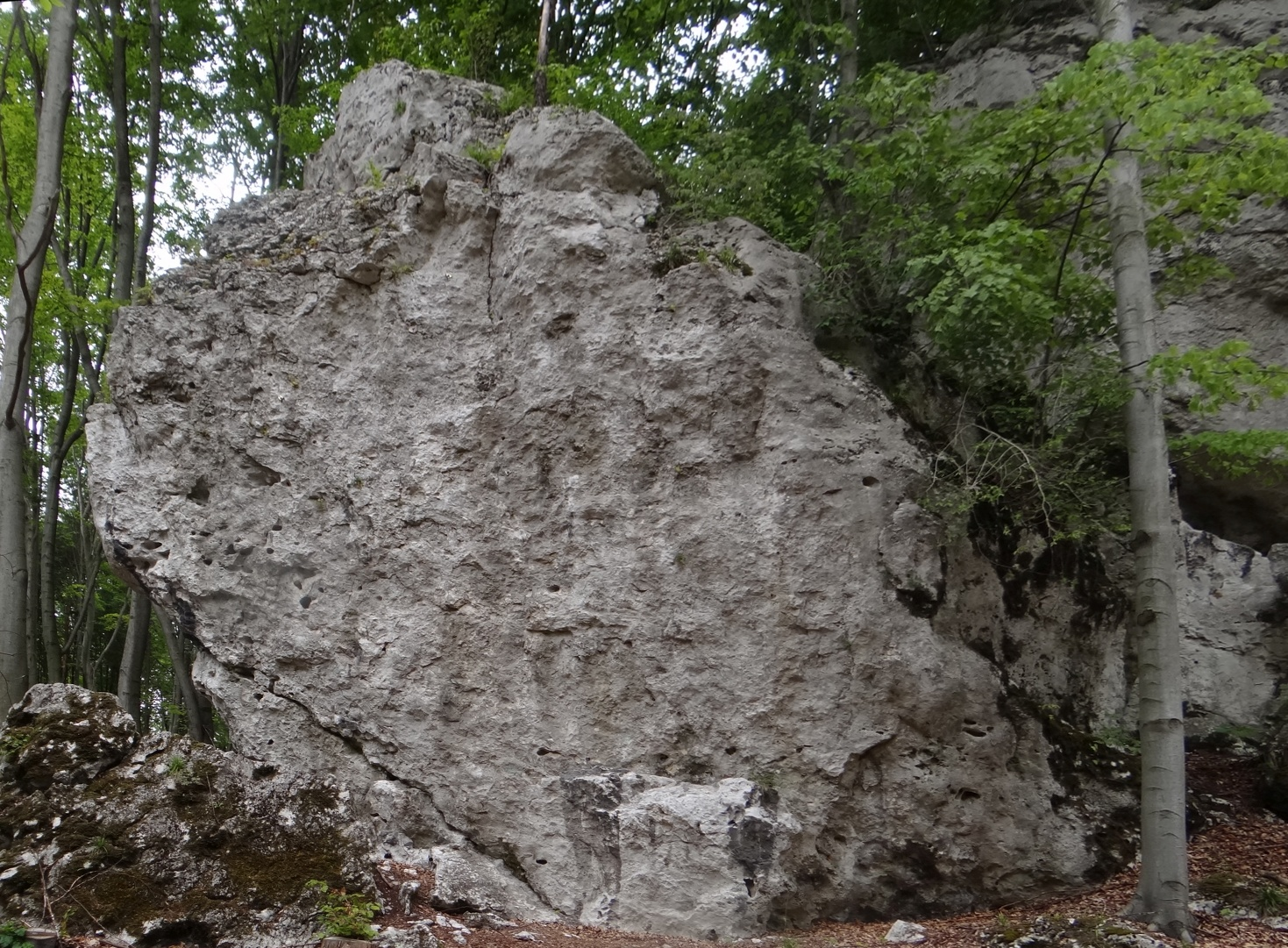
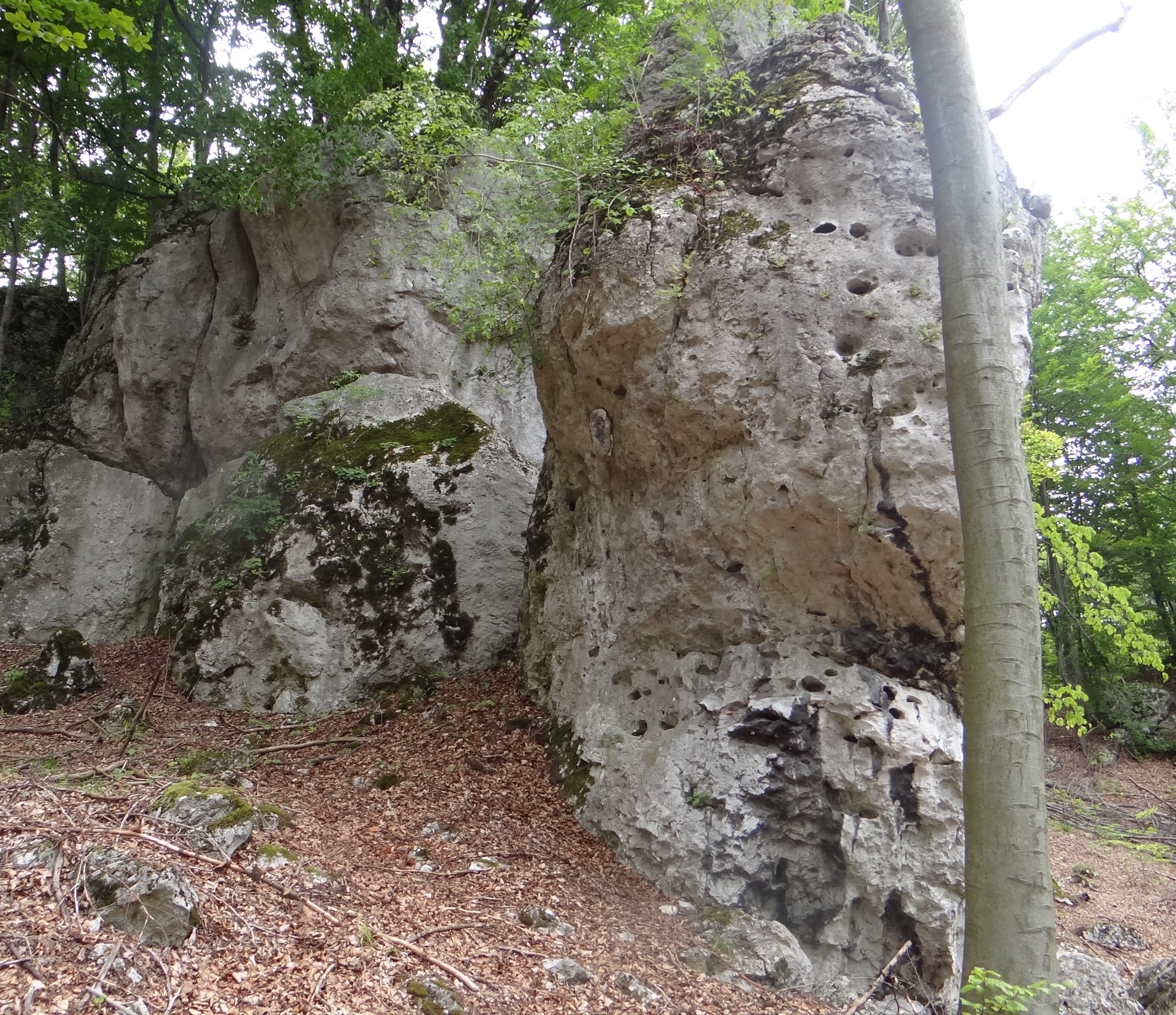
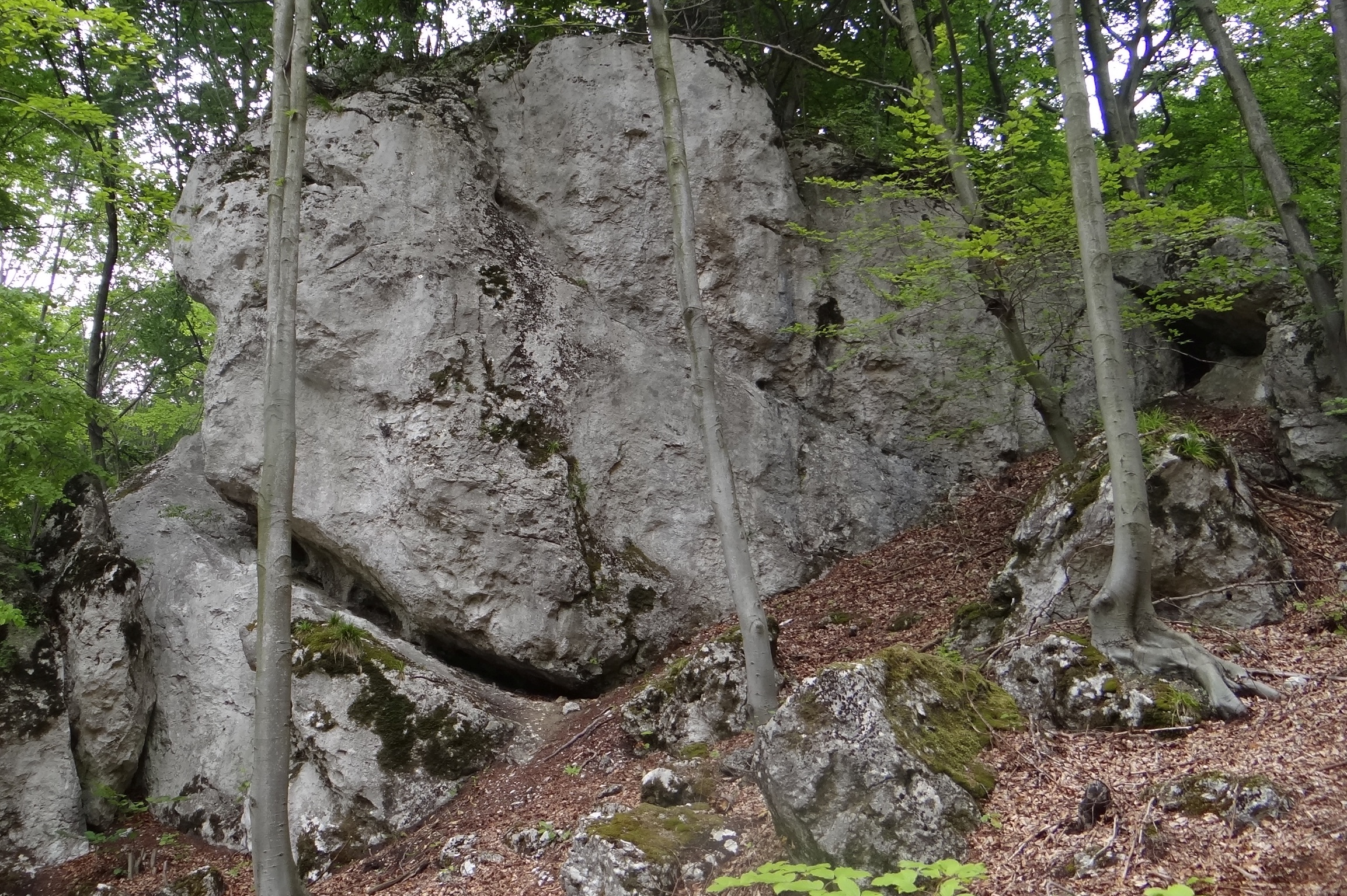
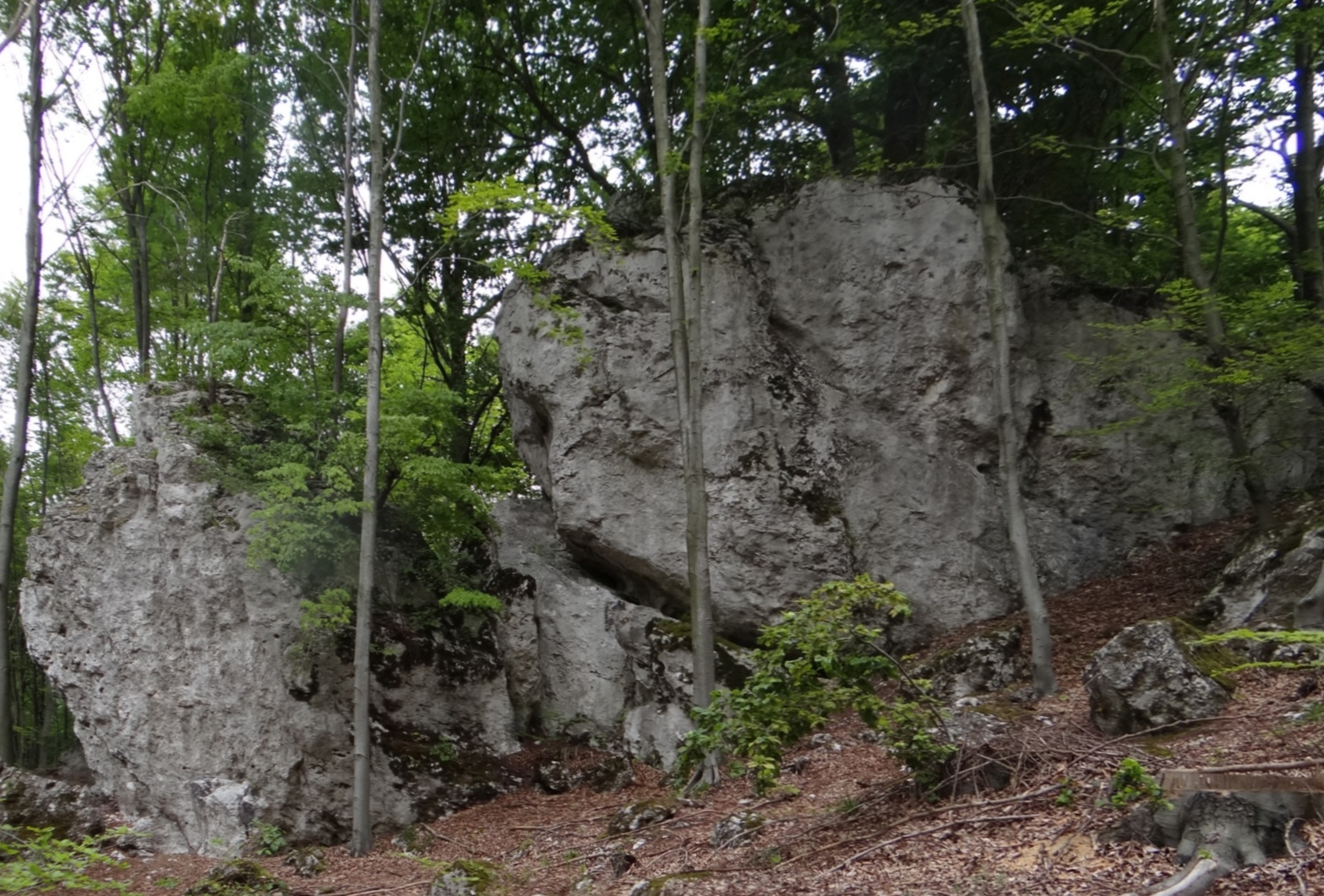